# Psilopa quadratula
Psilopa quadratula är en tvåvingeart som först beskrevs av Becker 1907.  Psilopa quadratula ingår i släktet Psilopa och familjen vattenflugor. Inga underarter finns listade i Catalogue of Life.